# Roniéliton Pereira Santos
Roniéliton Pereira Santos, meglio noto come Roni (Aurora do Tocantins, 28 aprile 1977), è un ex calciatore brasiliano, di ruolo attaccante.

## Carriera

### Club
Roni inizia la sua carriera nel settore giovanili della squadra dello Stato del Goiás, il Vila Nova Futebol Clube, e viene presto notato dai giganti paulisti del San Paolo, nel quale Roni passa nel 1996, rimanendoci solo una stagione prima di passare al Fluminense.
Proprio alla squadra carioca esplode, imponendosi al grande pubblico grazie ai quasi 60 gol segnati nei 4 anni dal 1997 al 2001, durante i quali viene anche chiamato dalla nazionale di calcio brasiliana. Nel 2001 passa per un breve periodo alla squadra saudita dell'Al-Hilal, e torna al Fluminense.
Nel 2003 è la squadra del Rubin, partecipante al campionato russo di calcio, a ingaggiare la punta brasiliana, mandandolo in prestito per una stagione al Kryl'ja Sovetov Samara. Nella stagione 2005-2006 Roni fa ritorno in Brasile, per giocare con il Goiás, e nel 2006 è l'Atlético Mineiro ad assicurarsi le prestazioni di Roni.
Dopo un'annata al Flamengo, si riprende al Cruzeiro dove segna 12 reti in 30 partite. Per continuare la sua carriera, arrivata allo snodo dei 30 anni, Roni sceglie il Giappone, meta comune per molti calciatori brasiliani, prima agli Yokohama F. Marinos e successivamente al Gamba Osaka.

### Nazionale
Alla Seleção Roni arriva nel 1999, ma ci resta solo quell'anno, partecipando alla Confederations Cup 1999, ma non viene più chiamato nella nazionale verdeoro.

## Palmarès

### Club
- Campeonato Goiano: 2

Vila Nova: 1995
Goiás: 2006
- Campeonato Brasileiro Série C: 2

Vila Nova: 1996
Fluminense: 1999
- Campeonato Carioca: 2

Fluminense: 2002
Flamengo: 2007
- Campeonato Brasileiro Série B: 1

Atlético Mineiro: 2006
- Taça Guanabara: 1

Flamengo: 2007
- AFC Champions League: 1

Gamba Osaka: 2008

## Statistiche

### Cronologia presenze e reti in Nazionale
| Cronologia completa delle presenze e delle reti in nazionale ― Brasile | Cronologia completa delle presenze e delle reti in nazionale ― Brasile | Cronologia completa delle presenze e delle reti in nazionale ― Brasile | Cronologia completa delle presenze e delle reti in nazionale ― Brasile | Cronologia completa delle presenze e delle reti in nazionale ― Brasile | Cronologia completa delle presenze e delle reti in nazionale ― Brasile | Cronologia completa delle presenze e delle reti in nazionale ― Brasile | Cronologia completa delle presenze e delle reti in nazionale ― Brasile |
| Data                                                                   | Città                                                                  | In casa                                                                | Risultato                                                              | Ospiti                                                                 | Competizione                                                           | Reti                                                                   | Note                                                                   |
| ---------------------------------------------------------------------- | ---------------------------------------------------------------------- | ---------------------------------------------------------------------- | ---------------------------------------------------------------------- | ---------------------------------------------------------------------- | ---------------------------------------------------------------------- | ---------------------------------------------------------------------- | ---------------------------------------------------------------------- |
| 7-4-1999                                                               | Brasilia                                                               | Brasile                                                                | 7 – 0                                                                  | Stati Uniti                                                            | Amichevole                                                             | 2                                                                      | 46’                                                                    |
| 5-6-1999                                                               | Salvador de Bahia                                                      | Brasile                                                                | 2 – 2                                                                  | Paesi Bassi                                                            | Amichevole                                                             | -                                                                      | 84’                                                                    |
| 9-6-1999                                                               | Goiânia                                                                | Brasile                                                                | 3 – 1                                                                  | Paesi Bassi                                                            | Amichevole                                                             | -                                                                      | 61’                                                                    |
| 30-7-1999                                                              | Guadalajara                                                            | Brasile                                                                | 4 – 0                                                                  | Nuova Zelanda                                                          | Conf. Cup 1999 - Fase a gironi                                         | -                                                                      | 56’                                                                    |
| 1-8-1999                                                               | Guadalajara                                                            | Brasile                                                                | 8 – 2                                                                  | Arabia Saudita                                                         | Conf. Cup 1999 - Semifinale                                            | 1                                                                      | 46’                                                                    |
| 4-8-1999                                                               | Città del Messico                                                      | Messico                                                                | 4 – 3                                                                  | Brasile                                                                | Conf. Cup 1999 - Finale                                                | 1                                                                      | 46’                                                                    |
| Totale                                                                 |                                                                        | Presenze                                                               | 6                                                                      |                                                                        | Reti                                                                   | 4                                                                      |                                                                        |